# Paso del Brennero
El paso del Brennero (en italiano: Passo del Brennero; en alemán: Brennerpass) es un paso de montaña a través de los Alpes entre las fronteras de Italia y Austria. Es el paso alpino de menor altitud (1370 metros) y más fácil de atravesar y uno de los pocos en la zona. Por eso la posesión del paso fue codiciada durante mucho tiempo.
Debajo del paso, los altos pastos alpinos han sido usados como alimentación para el ganado vacuno durante el pastoreo estival, haciendo el espacio disponible en las altitudes inferiores apto para cultivar y cosechar el heno para el forraje usado en invierno. Muchos de los altos pastos están en altitudes de más de 1000 metros.
La sección central, el Paso del Brennero en sí mismo, cubre el camino entre Vipiteno y Matrei am Brenner, por el pueblo de Brennero.

## Etimología
Prenner era al principio el nombre de una granja cercana que provenía de su antiguo propietario. La granja de cierto Prennerius es mencionada en documentos en 1288 y cierto Chunradus Prenner es mencionado en 1299. El nombre Prenner se remonta a la palabra alemana para designar a alguien que limpia el bosque. Un nombre para el paso mismo aparece por primera vez en 1328 como ob dem Prenner (del alemán "por encima de Prenner").

## Historia
Los romanos regularizaron el paso que ya era usado tradicionalmente. La primera calzada romana que conecta Italia con la provincia de Recia al norte de los Alpes, llamada Via Claudia Augusta, fue terminado en 47-46 a. C., pero no cruzó el paso del Brennero. El camino comenzaba en Verona y seguía por el valle Adigio al paso de Resia de donde descendía al valle del Eno y desde allí sobre el paso de Fern a Augusta Vindelicorum (Augsburgo). El paso del Brennero no se abrió al menos hasta el siglo II a. C.: atravesando el Val Pusteria, el camino cruzaba el Brennero y descendía desde allí a Veldidena (hoy Wilten, un distrito de Innsbruck), donde cruzaba el río Eno y luego el Zirler Berg hacia Partenkirchen y luego a Augusta Vindelicorum.
Los alamanes cruzaron el paso del Brennero hacia el sur en 268 d. C., hasta ser detenidos en noviembre de ese año en la batalla del lago Benaco.
El paso fue una senda para convoyes y carros de tiro hasta que en 1777 se abrió un camino para carruajes. El ferrocarril fue completado en 1867 y es la única ruta transalpina ferroviaria sin un túnel principal. Ya al final de la Primera Guerra Mundial en 1918, cuando las fronteras internacionales cambiaron, el control del paso fue compartido entre Italia y Austria. Hasta entonces, ambos lados del paso habían estado dentro de la zona Habsburgo del Imperio austrohúngaro. Durante la Segunda Guerra Mundial, tuvo lugar un encuentro entre el líder alemán Adolf Hitler y el líder italiano Benito Mussolini para celebrar su Pacto de Acero el 18 de marzo de 1940.